# CD23
CD23, или Fc-эпсилон-RII (FcεRII), — белок, низкоафинный рецептор иммуноглобулина IgE, изотипа иммуноглобулинов, участвующих в защите от паразитарных инфекций и отвечающих за многие аллергические реакции. В отличие от многих иммуноглобулиновых рецепторов CD23 является лектином типа C. CD23 обнаружен на зрелых B-лимфоцитах, активированных макрофагах, эозинофилах, фолликулярных дендритных клетках и тромбоцитах.
Существует две формы рецептора: CD23a и CD23b. CD23a находится на фолликулярных B-лимфоцитах, а CD23b требует для экспрессии интерлейкин 4 и обнаруживается на T-лимфоцитах, моноцитах, клетках Лангерганса, эозинофилах и макрофагах.

## Функции
CD23 участвует в транспортировке в процессе регуляции антительной обратной связи. При попадании в кровоток антигена, распознаваемого специфическими антителами изотипа IgE, образуется иммунный комплекс антиген-антитело. Комплекс связывается с CD23 на B-лимфоцитах, которые в свою очередь доставляют его в фолликулы селезёнки. Затем антиген переносится на CD11c+ антигенпредставляющие клетки, которые представляют антиген CD4+ T-клеткам. Это приводит к усиленному иммунному ответу.

## Клиническое значение
Аллерген клещей домашней пыли Der p 1 (пептидаза 1), вызывающий аллергическую реакцию на домашнюю пыль, приводит к частичному протеолизу CD23 и выходу свободной формы рецептора в кровь. Повышенный уровень свободной формы CD23 в крови вызывает рекрутирование несенситизированных B-лимфоцитов для представления антигена проаллергическим B-клеткам. Это увеличивает синтез аллерген-специфических IgE. 
В клинической проточной цитометрии CD23 используется в дифференциальной диагностики хронического лимфоцитарного лейкоза (CD23-положительной) и Мантийноклеточная лимфомы (CD23-отрицательной).